# قائمة بلديات إسطنبول
تُقسم إسطنبول إلى 39 مقاطعة، منها 27 تُشكل المدينة الفعلية، وتُعرف جميع هذه المقاطعات باسم «إسطنبول الكبرى»، وهي تُدار من قبل «مجلس بلدية اسطنبول الحضرية» (بالتركية: İstanbul Büyükşehir Belediyesi). تُقسم مقاطعات إسطنبول إلى 3 مناطق أساسية:
شبه جزيرة إسطنبول القديمة التاريخية، مقاطعتيّ «باي أوغلو» و«بشكطاش» التاريخيتين اللتين تقعان شمال القرن الذهبي، مقاطعتيّ «أسكودار» و«خلقيدونية»

## المقاطعات
1. أسكدار
2. أيوب
3. اسن يورت
4. الفاتح
5. بايوغلو
6. بشكطاش
7. بيرم باشا
8. جزر الأمراء
9. شيشلي
10. عمرانية
11. غازي عثمان باشا
12. قاضي كوي
13. كوجك جكمجة
14. سلطان بيلي